# Вест-Пойнт (Юта)
Вест-Пойнт (англ. West Point) — місто (англ. city) в США, в окрузі Девіс штату Юта. Населення — 10 963 особи (2020).

## Географія
Вест-Пойнт розташований за координатами 41°7′18″ пн. ш. 112°5′54″ зх. д. / 41.12167° пн. ш. 112.09833° зх. д. (41.121733, -112.098232).  За даними Бюро перепису населення США в 2010 році місто мало площу 19,02 км², з яких 18,92 км² — суходіл та 0,11 км² — водойми.

## Демографія
Згідно з переписом 2010 року, у місті мешкало 9511 осіб у 2676 домогосподарствах у складі 2373 родин. Густота населення становила 500 осіб/км².  Було 2751 помешкання (145/км²).
Расовий склад населення:
| - 92,1 % — білих - 1,9 % — азіатів - 0,7 % — корінних американців - 0,7 % — чорних або афроамериканців - 0,3 % — вихідців з тихоокеанських островів - 1,6 % — осіб інших рас |

До двох чи більше рас належало 2,5 %. Частка іспаномовних становила 5,8 % від усіх жителів.
За віковим діапазоном населення розподілялося таким чином: 36,4 % — особи молодші 18 років, 57,6 % — особи у віці 18—64 років, 6,0 % — особи у віці 65 років та старші. Медіана віку мешканця становила 29,5 року. На 100 осіб жіночої статі у місті припадало 104,2 чоловіків;  на 100 жінок у віці від 18 років та старших — 100,1 чоловіків також старших 18 років.
Середній дохід на одне домашнє господарство  становив 80 768 доларів США (медіана — 75 742), а середній дохід на одну сім'ю — 86 282 долари (медіана — 79 035). Медіана доходів становила 57 208 доларів для чоловіків та 35 128 доларів для жінок. За межею бідності перебувало 6,1 % осіб, у тому числі 7,9 % дітей у віці до 18 років та 12,8 % осіб у віці 65 років та старших.
Цивільне працевлаштоване населення становило 4375 осіб. Основні галузі зайнятості: освіта, охорона здоров'я та соціальна допомога — 27,0 %, роздрібна торгівля — 14,9 %, публічна адміністрація — 14,0 %.